# Швариха (Нижегородская область)
Швариха — деревня в Богородском муниципальном округе Нижегородской области России.

## Население
| 1859 | 1999 | 2002 | 2010 |
| ---- | ---- | ---- | ---- |
| 110  | ↗642 | ↘625 | ↗633 |

## Улицы
| - ул. Животноводов, - ул. Механизаторов, - ул. Молодёжная, - ул. Нагорная, | - ул. Назарова, - ул. Новая, - ул. Полевая, - ул. Северная, | - ул. Центральная, - ул. Школьная, - пер. Школьный. |

## Инфраструктура
В деревне функционируют общеобразовательная школа, детский сад, дом культуры, пилорама.